# Passazjir s Ekvatora
Passazjir s Ekvatora (russisk: Пассажир с «Экватора») er en sovjetisk spillefilm fra 1968 af Aleksandr Kurotjkin.

## Medvirkende
- Jüri Krjukov - Ilmar
- Jurij Puss - Glenn
- Vjatjeslav Tsjupa - Andre
- Victor Morus - Igor
- Tatjana Gorjatjkina - Galya